# Rozhodčí (lední hokej)

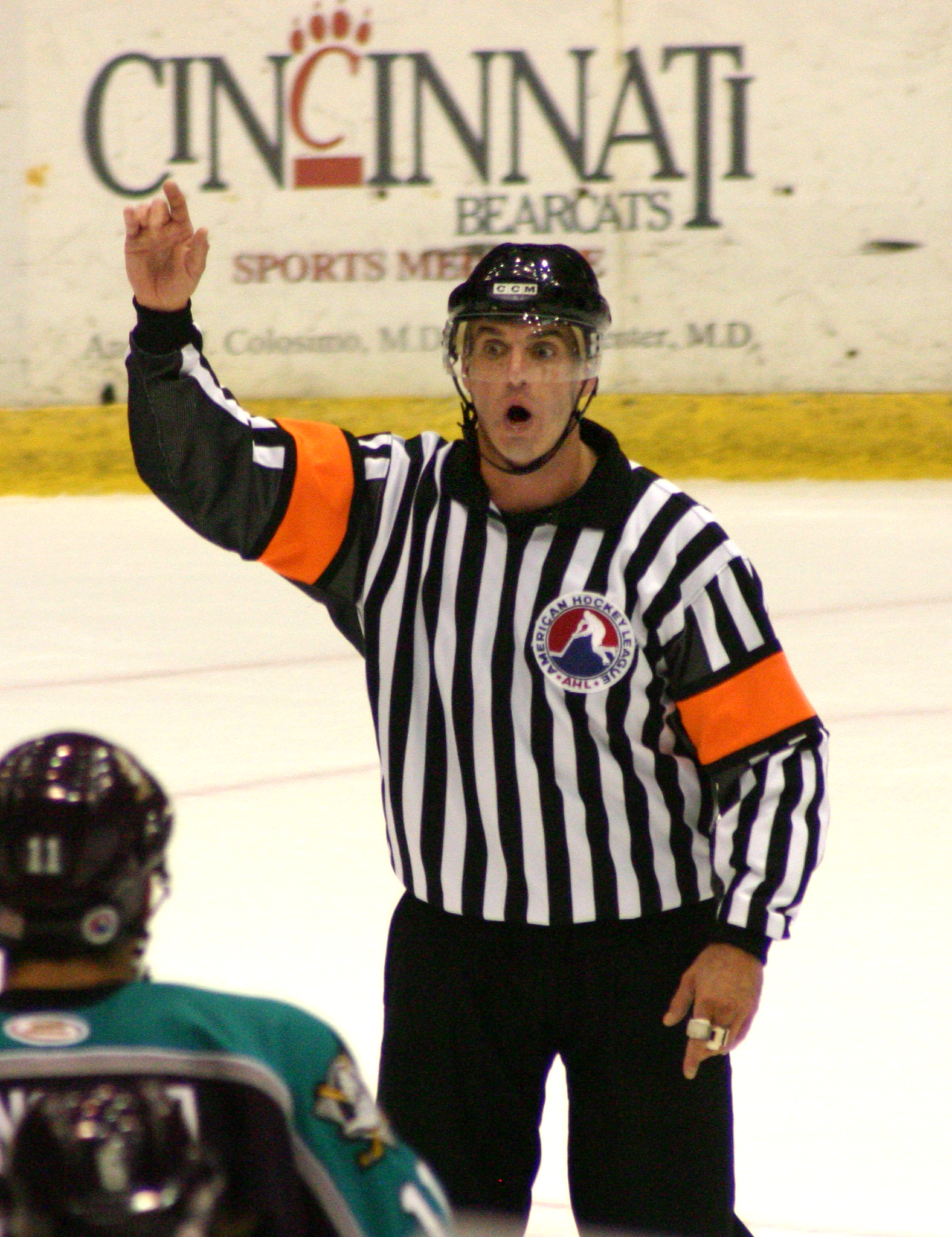
Hlavní rozhodčí v ledním hokeji

Rozhodčí v ledním hokeji je osoba, která dbá na dodržování pravidel předepsaných pro utkání v tomto sportu. Ti také řeší jejich porušení během utkání. V ledním hokeji se vyskytují dvě kategorie rozhodčích:
- Rozhodčí na ledě
- Pomocní rozhodčí

## Rozhodčí na ledě

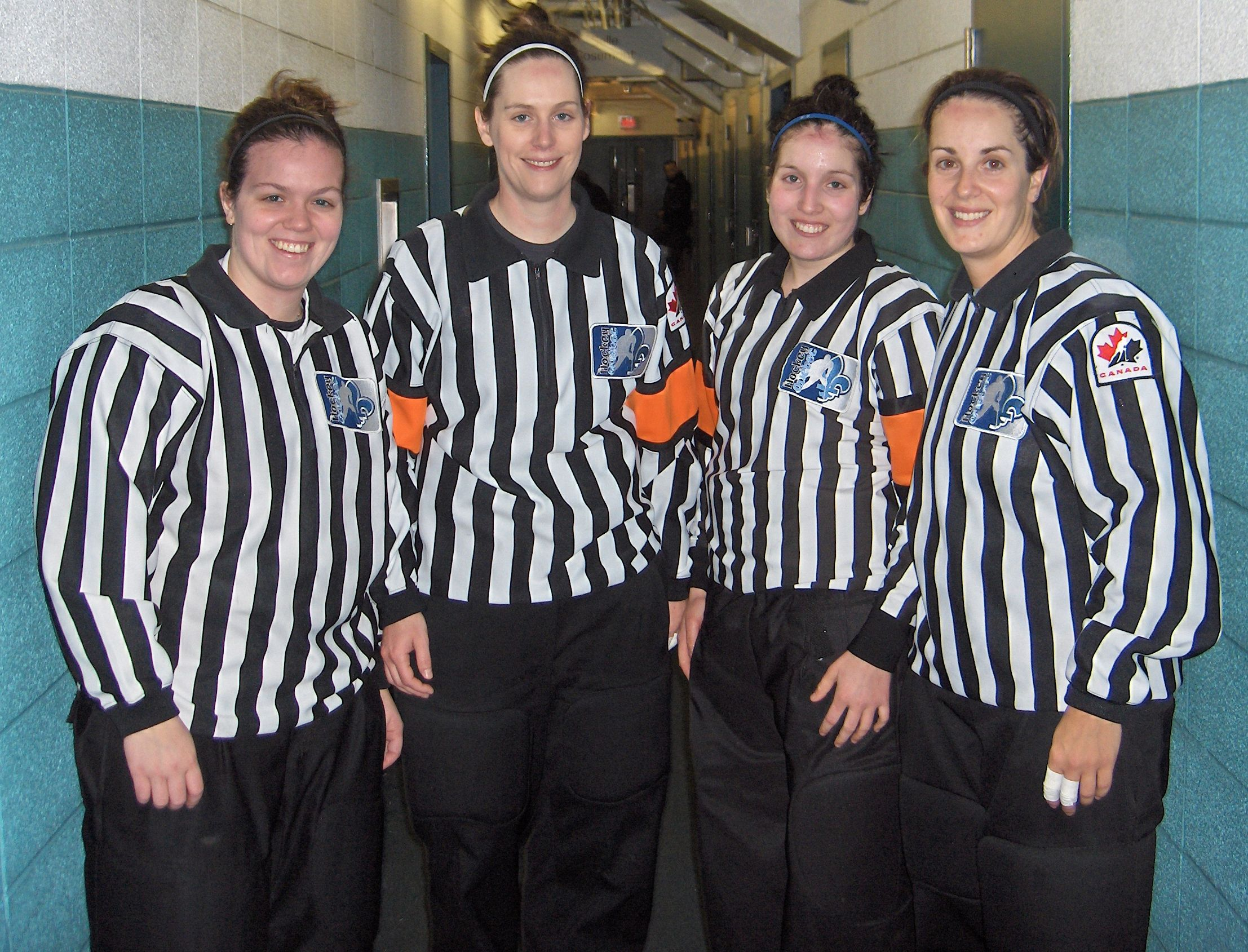
Rozhodčí na ledě, kteří rozhodují zápas v systému dvou hlavních a dvou čárových rozhodčích. Hlavní rozhodčí (oba uprostřed) se od čárových odlišují oranžovými pruhy na pažích.

Tito rozhodčí jsou během soutěžního utkání přítomni na ledě hokejového kluziště a vykonávají zde své povinnosti. Nosí černou hokejovou helmu a jsou oděni do černých kalhot a vertikálně pruhovaného černobílého dresu s číslem rozhodčího, popřípadě se jmenovkou (dle nařízení příslušného řídícího orgánu soutěže). Jsou obutí do bruslí a nosí v ruce píšťalku, kterou použijí k přerušení hry.
Práce rozhodčích na ledě zahrnuje komunikaci s hráči obou soupeřů, s trenéry a s pomocnými rozhodčími. Komunikují buď verbálně, nebo předepsanými signály rukama, jejichž popis je uveden v příloze pravidel. Rozhodčí na ledě řídí utkání svými rozhodnutími, která jsou založena na jejich uvážení a výkladu pravidel, jež učiní nestranným způsobem.

### Hlavní rozhodčí
V zápase se na hrací ploše pohybuje jeden nebo dva hlavní rozhodčí podle propozic dané soutěže. Pro soutěže pořádané podle pravidel IIHF jsou na hrací ploše vždy dva hlavní rozhodčí. Hlavní rozhodčí nosí na obou rukávech pásku oranžové nebo červené barvy. Během zápasu dohlížejí na průběh hry a mají pravomoc udílet tresty hráčům porušujících pravidla. Jejich rozhodnutí je v jakémkoliv sporu konečné. Hlavní rozhodčí zpravidla provádí vhazování ve středu kluziště na začátku každé třetiny a po dosažení branky.

### Čároví rozhodčí
Dvojice čárových rozhodčích se na hrací ploše pohybuje u modrých čar a v zápase kontrolují nedovolené přechody puků přes čáry, mezi něž patří ofsajd a zakázané uvolnění. Po odpískání takového prohřešku proti pravidlům čárový sudí přeruší hru, signálem rukou určí místo vhazování, které také následně provede. Mezi důležité zodpovědnosti čárového rozhodčího je také ukončovat šarvátky mezi soupeřícími hráči dříve, než přerostou v bitku. V případě bitek musí soupeřící hráči od sebe oddělit a dohlédnout, aby provinivší hráči opustili ihned poté kluziště. Čároví rozhodčí jsou také zodpovědní za dohled nad správným počtem hráčů na ledě.

## Pomocní rozhodčí

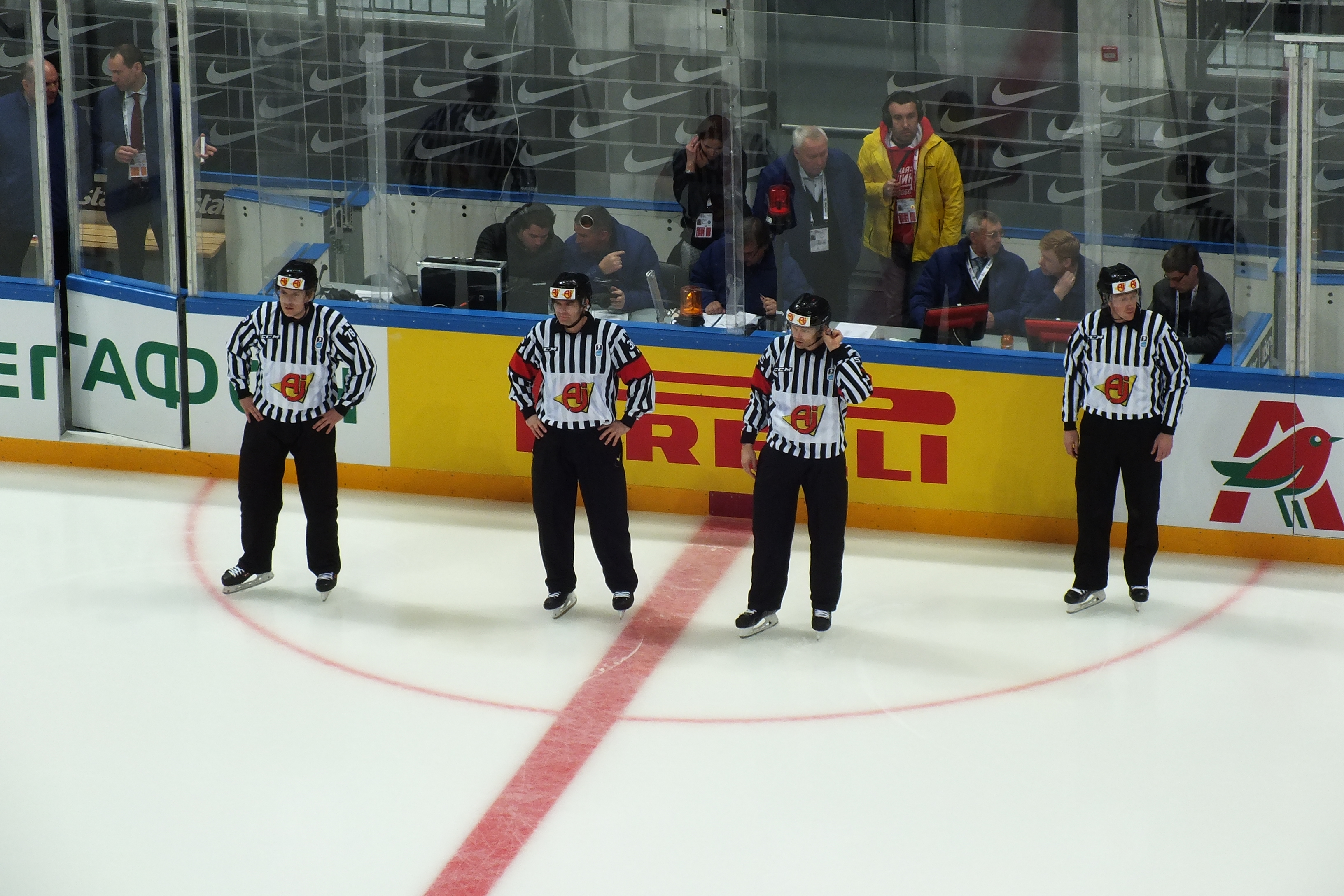
Pomocní rozhodčí na lavici trestoměřičů během Mistrovství světa v ledním hokeji 2016. V popředí je i čtveřice rozhodčích na ledě.

Pomocní rozhodčí nemají s výjimkou videorozhodčích žádný přímý vliv na výsledek utkání a vyskytují se mimo ledovou plochu. Mají pouze podpůrné a administrativní úkoly.

### Brankoví rozhodčí
Brankoví rozhodčí sledují, zda puk přešel celým objemem přes brankovou čáru a byla tak dosažena branka. Pokud ano, rozsvítí červené světlo za brankou, do níž puk vletěl. Tím hlavnímu rozhodčímu signalizuje gól, avšak jeho uznání spadá do kompetence hlavního rozhodčího. Pracují vždy dva a nachází se za bránou mimo kluziště, odkud sledují každý svou branku. V soutěžích IIHF je vyžadováno, aby brankový rozhodčí nosil předepsaný rozhodcovský dres.
Funkce brankových rozhodčích byla zavedena poprvé již v roce 1877 v Montrealu, avšak tehdy se jim říkalo umpire.

### Videorozhodčí
Videorozhodčí sedí před televizními obrazovkami a dle pravidel je v přesně definovaných případech po telefonu nápomocen hlavnímu rozhodčímu v jeho rozhodování zkoumáním záběrů hry, hlavně v situacích, zda bylo dosaženo branky. Svým charakterem práce nahrazuje funkci brankových rozhodčích, jejichž přítomnost pak není v soutěžích, kde je videorozhodčí povinný, nutná. Videorozhodčí dále po dosažení branky zkoumá správnost uvedení střelců a asistentů.

### Vedoucí boxu
Vedoucí boxu koordinuje práci všech pomocných rozhodčích. Souběžně s touto funkcí může zaujmout i některou z dalších následujících.

### Zapisovatel
Zapisovatel je zodpovědný za oficiální zápis o utkání. Ještě před začátkem zápasu sestavuje seznam hráčů obou celků a během utkání, kdy se nachází v boxu trestoměřičů, zaznamenává hráčům góly, asistence a tresty s příslušnými časy. Zodpovídá též za správnost údajů na zápisu o utkání. Během utkání též může vykonávat funkci hlasatele a informuje diváky hlášením o gólu, uděleném trestu, či zbývajících dvou minutách do konce utkání.

### Časoměřič
Časoměřič sleduje čas v průběhu utkání. Je zodpovědný za zastavení času na časomíře v případě přerušení a za jeho opětovné spuštění při vhazování. Časoměřič dále zadává do časomíry góly a údaje o potrestaném hráči s výší jeho trestu, který stanovil hlavní rozhodčí.

### Dohlížitel trestné lavice
Úkolem dohlížitelů trestné lavice neboli trestoměřičů je evidence uložených trestů, vpuštění provinivšího se hráče na trestnou lavici a jeho opětovné vpuštění zpět na ledovou plochu v moment uplynutí trestu nebo po jeho ukončení vlivem dosažení branky soupeře během přesilové hry. Dohlížitelé též v případě vstřelení branky pomáhají zapisovateli s identifikací hráčů přítomných na ledě v momentě vstřelení branky k zapsání plusových a minusových bodů do jejich osobních statistik.